# San Vicente (Ekwador)
San Vicente – miasto w zachodnim Ekwadorze, nad Oceanem Spokojnym, położone w prowincji Manabí, stolica kantonu San Vicente.
Przez miasto przebiega droga krajowa E15 i 383A. 